# Andriej Mielnikow
Andriej Aleksandrowicz Mielnikow (ros. Андрей Александрович Мельников; ur. 11 kwietnia 1968 w Mohylewie, zm. 8 stycznia 1988 w prowincji Chost) – radziecki żołnierz, Bohater Związku Radzieckiego (1988).

## Życiorys
Do 1985 skończył 10 klas szkoły średniej w Mohylewie, a w 1986 szkołę rolniczą, pracował jako traktorzysta w sowchozie, należał do Komsomołu. Od października 1986 służył w Armii Radzieckiej, w kwietniu 1987 został włączony w skład kontyngentu wojsk radzieckich w Afganistanie, uczestniczył w sześciu operacjach bojowych, m.in. w operacji Magistrala prowadzonej w prowincji Chost od 17 listopada 1987 do stycznia 1988. Był żołnierzem oddziału karabinów maszynowych w 9 kompanii powietrznodesantowej 345 Gwardyjskiego Pułku Powietrznodesantowego, wyróżnił się w boju o wzgórze 3234 w nocy na 8 stycznia 1988, gdzie ogniem z karabinu odparł wiele ataków mudżahedinów, jednak w końcu zginął. Uchwałą Prezydium Rady Najwyższej ZSRR z 28 czerwca 1988 został pośmiertnie odznaczony Złotą Gwiazdą Bohatera Związku Radzieckiego i Orderem Lenina. Jego imieniem nazwano szkołę średnią nr 28 w Mohylewie, do której uczęszczał.